# Monotaleinae
Monotaleinae es una subfamilia de foraminífero bentónico de la familia Textulariopsidae, de la superfamilia Spiroplectamminoidea, del suborden Spiroplectamminina y del orden Lituolida, aunque normalmente no es considerada en la mayor parte de las clasificaciones. Su rango cronoestratigráfico abarca el Holoceno.

## Discusión
Clasificaciones previas hubiesen incluido Monotaleinae en el suborden Textulariina, en el orden Textulariida, o en el orden Lituolida sin diferenciar el suborden Spiroplectamminina. Algunas clasificaciones incluyen Monotaleinae en la familia Verneuilinidae de la superfamilia Verneuilinoidea.

## Clasificación
Monotaleinae incluye al siguiente género:
- Monotalea